# (34159) Ryanthorpe
2000 QJ24 (asteroide 34159) é um asteroide da cintura principal. Possui uma excentricidade de 0.09586650 e uma inclinação de 5.38049º.
Este asteroide foi descoberto no dia 25 de agosto de 2000 por LINEAR em Socorro.